# Opération Ambassador
Seconde Guerre mondiale - Bataille de l'Atlantique (1940)
Batailles
Front d'Europe de l'Ouest
- Campagnes du Danemark et de Norvège
- Bataille de France
- Bataille de Belgique
- Bataille des Pays-Bas
- Bataille d'Angleterre
- Blitz
- Opération Myrmidon
- Opération Ambassador
- Raid de Dieppe
- Sabordage de la flotte française à Toulon
- Bataille aérienne de Berlin
- Bataille de Normandie
- Débarquement de Provence
- Libération de la France
- Campagne de la ligne Siegfried
- Bataille du Benelux
- Poche de Breskens
- Bataille des Vosges (Bruyères)
- Bataille des Ardennes
- Bataille de Saint-Vith
- Siège de Bastogne
- Opération Bodenplatte
- Opération Nordwind
- Campagne de Lorraine
- Bataille d'Alsace (Forêt de la Hardt, Poche de Colmar Jebsheim)
- Campagne d'Allemagne
- Raid de Granville
- Libération d'Arnhem
- Bataille de Groningue
- Insurrection géorgienne du Texel
- Bataille de Slivice
- Capitulation allemande

Front d’Europe de l’Est

Campagnes d'Afrique, du Moyen-Orient et de Méditerranée

Bataille de l’Atlantique

Guerre du Pacifique

Guerre sino-japonaise

Théâtre américain
L'opération Ambassador est un raid des commandos britanniques, pendant la Seconde Guerre mondiale, mené dans la nuit des 14 et 15 juillet 1940, sur l'île de Guernesey alors occupée par les Allemands. C’est le second raid, d’une longue série, sur l’Europe occupée.

## Contexte
| Guernesey Jersey Barneville-Carteret Herm Sercq Aurigny Auderville Flamanville Département de la Manche · Normandie |

Après l'invasion de la France en 1940, et le 21 juin 1940 l'évacuation des dernières troupes britanniques des Îles Anglo-Normandes, les Allemands les envahissent (Opération Grüner Pfeil = "flèche verte"). Le gouvernement de Winston Churchill décide de réagir à cette occupation.
L'objectif de ce raid était une reconnaissance offensive contre la garnison allemande avec capture de prisonniers, destruction d'avions, destruction du dépôt de carburant et des installations aériennes sur Guernesey, occupée comme toutes les îles Anglo-Normandes, afin également d'inspirer l’inquiétude chez l’adversaire. L’action terminée, les commandos devaient réembarquer en direction de l’Angleterre.

## Prélude
Le 9 juillet 1940, le sous-marin H.43 effectue une reconnaissance sur Guernesey dans le cadre de l’opération Anger en préparation de l’opération Ambassador.
Le raid est effectué dans la nuit des 14 et 15 juillet 1940, par les commandos britanniques composé :
- de la section H du Commando no 3 sous le commandement du major John Durnford-Slater (en) (40 hommes)
- du Commando Indépendant no 11 sous le commandement du major Ronnie Tod (en) (100 hommes)

Trois points de débarquements, sur l'île de Guernesey, avaient été désignés, avec trois objectifs :
- Le commando no 3 devait débarquer à Petit Port, et devait attaquer un poste de mitrailleuses, les cantonnements allemands et faire des prisonniers.
- Une partie du commando no 11 devait attaquer l'aéroport via la Pointe de la Moye pour détruire des avions en stationnement, les réservoirs d'essence et les installations d'aérodrome.
- L’autre partie du commando no 11 devait débarquer dans la baie du Jalonnet pour couvrir les deux autres points en interceptant toutes les troupes allemandes qui se présenteraient.

Beaucoup de ces opérations « coup de main » étaient « des piqûres de moustique » qui agaçaient suffisamment l’adversaire et alimentaient la BBC en bulletins de victoire. C’était là les deux buts principaux des opérations commandos : inspirer la confiance dans le camp anglais et l’inquiétude chez l’adversaire.

## Déroulement de l’opération
L’opération, qui avait été ajournée de 48 heures en raison du mauvais temps, partit de Dartmouth dans la journée du 14 juillet 1940, en direction des îles Anglo-Normandes.
Les conditions météorologiques étaient loin d'être parfaites lorsque les 140 hommes du commando, transportés par les destroyers Saladin et Scimitar (en français, cimeterre), arrivèrent à proximité des côtes de Guernesey pour mettre les canots à la mer et débarquer à la nuit tombée.
La partie du Commando no 11 qui devait attaquer l'aéroport via la Pointe de la Moye pour détruire des avions en stationnement, les réservoirs d'essence et les installations d'aérodrome rencontra une série de problèmes avec ses embarcations et ne put débarquer convenablement.
L’autre partie du Commando no 11, qui devait débarquer dans la baie du Jalonnet afin de couvrir les deux autres points en interceptant toutes les troupes allemandes qui se présenteraient, dériva vers Sercq et ne put donc pas débarquer à l'endroit convenu.
Le Commando no 3 débarque avec succès à  Petit Port, mais, alors qu’il devait attaquer un poste de mitrailleuses et les cantonnements allemands, il ne repéra aucun des 469 hommes de la garnison allemande de l’île. Des patrouilles furent envoyées pour fouiller la ville et la péninsule de Jerbourg, mais les Allemands restèrent introuvables.
Le rembarquement des commandos s'avéra particulièrement difficile. Pour rembarquer, le commando dut nager à travers les rochers sur environ 100 mètres jusqu'aux embarcations en raison de la marée qui ne permettait pas au bateau de s'approcher davantage des côtes. Il apparut alors que trois des hommes ne savaient pas nager. Ils furent laissés sur la plage avec de l'argent, ils se rendirent plus tard. Un canot fut utilisé pour le transport des armes jusqu'aux bateaux, mais au cinquième voyage le canot renversé dans de lourds brisants s'écrasa contre un rocher, noyant l'un des trois hommes de l’équipe.

## Bilan
Cette opération fut un échec pour les Britanniques car il n’y eut aucun contact avec l’ennemi et aucune destruction. Toutefois, la BBC annonça ce raid comme une victoire afin d’inspirer la confiance dans le camp anglais et l’inquiétude chez l’adversaire.